# Terremoto de Zapallar de 2012
El terremoto de Zapallar de 2012 fue un movimiento telúrico registrado el martes 17 de abril de 2012 a las 24 horas del día o 00:51 horas (hora local). Tuvo una magnitud de 6,7 en la escala de escala sismológica de magnitud de momento, según la USGS y de 6,5 según la Universidad de Chile. Su epicentro se localizó a 48 kilómetros al noreste de la ciudad de Valparaíso, frente a las costas de la localidad de Zapallar y fue producto de la subducción de la Placa de Nazca bajo la Placa Sudamericana.
El temblor se dejó sentir entre las regiones de Atacama y La Araucanía, abarcando gran parte de la zona mayormente afectada por el terremoto; también hay reportes de que pudo ser percibido en algunas provincias de Argentina. Si bien en un principio se pensó era una réplica más del gran terremoto de 2010, luego de los datos correspondientes se informó que era un evento aparte.
Por su parte el gobierno llamó a evacuar preventivamente las zonas costeras entre la localidad de Tongoy, Región de Coquimbo, y la ciudad de Constitución, en la Región del Maule; cerca de 13.000 personas evacuaron el borde costero.

## Zonas afectadas

### Región de Valparaíso
La región de Valparaíso fue la más dañada por este fuerte sismo, se registraron pequeños cortes de energía eléctrica en las principales ciudades como Gran Valparaíso, Quillota, Los Andes, San Antonio , San Felipe y La Ligua además de la caída de las telecomunicaciones. Gran parte de la región tuvo una intensidad de VII en la escala de Mercalli, considerada terremoto. Hubo dos fallecidos, correspondientes a las comunas de Quillota y Papudo. También la ruta de los Libertadores que une Chile con Argentina tuvo rodados, los que dificultaron el traslado de los automovilistas.
Además se registraron daños menores en las cornisas de algunos edificios en las localidades cercanas al epicentro.

### Región Metropolitana de Santiago
La región tuvo una intensidad de VI a VII grados, esto en Tiltil, donde se cortó la energía eléctrica y el agua potable. El caos se pudo observar en todas las localidades y en la capital del país Santiago de Chile, donde la telefonía móvil colapsó. Se registraron daños menores en algunos edificios antiguos ya dañados por el terremoto de 2010.

### Región de O'Higgins
La ciudad más afectada fue Rancagua con una intensidad de VII en la escala de Mercalli. La ciudad de Pichilemu fue evacuada de manera preventiva por alerta de tsunami.

## Intensidades del terremoto
| Localidad          | Región                           | Intensidad |
| ------------------ | -------------------------------- | ---------- |
| Zapallar           | Región de Valparaíso             | VII        |
| Gran Valparaíso    | Región de Valparaíso             | VII        |
| Casablanca         | Región de Valparaíso             | VII        |
| Gran Quillota      | Región de Valparaíso             | VII        |
| Tiltil             | Región Metropolitana de Santiago | VII        |
| Rancagua           | Región de O'Higgins              | VII        |
| Gran San Antonio   | Región de Valparaíso             | VI         |
| San Felipe         | Región de Valparaíso             | VI         |
| Los Andes          | Región de Valparaíso             | VI         |
| La Ligua           | Región de Valparaíso             | VI         |
| Santiago de Chile  | Región Metropolitana de Santiago | VI         |
| Pichilemu          | Región de O'Higgins              | VI         |
| Illapel            | Región de Coquimbo               | V          |
| Curicó             | Región del Maule                 | V          |
| Talca              | Región del Maule                 | V          |
| Linares            | Región del Maule                 | IV         |
| Ovalle             | Región de Coquimbo               | IV         |
| Gran Chillán       | Región de Ñuble                  | IV         |
| Gran Concepción    | Región del Biobío                | IV         |
| Angol              | Región de La Araucanía           | III        |
| Vallenar           | Región de Atacama                | III        |
| La Serena-Coquimbo | Región de Coquimbo               | III        |
| Temuco             | Región de La Araucanía           | II         |
| Copiapó            | Región de Atacama                | II         |